# Corea del Sur en los Juegos Olímpicos de Pekín 2008
Corea del Sur estuvo representada en los Juegos Olímpicos de Pekín 2008 por un total de 265 deportistas, 159 hombres y 106 mujeres, que compitieron en 27 deportes.
El portador de la bandera en la ceremonia de apertura fue el judoka Jang Sung-Ho.

## Medallistas
El equipo olímpico surcoreano obtuvo las siguientes medallas:
| Nombre                                    | Deporte            | Competición            |
| ----------------------------------------- | ------------------ | ---------------------- |
| Oro                                       |                    |                        |
| Lee Yong-Dae Lee Hyo-Jung                 | Bádminton          | Dobles mixto           |
| Equipo                                    | Béisbol            | Torneo M               |
| Jang Mi-Ran                               | Halterofilia       | +75 kg F               |
| Sa Jae-Hyouk                              | Halterofilia       | 77 kg M                |
| Park Tae-Hwan                             | Natación           | 400 m libre M          |
| Lim Su-Jeong                              | Taekwondo          | –57 kg F               |
| Hwang Kyung-Seon                          | Taekwondo          | –67 kg F               |
| Son Tae-Jin                               | Taekwondo          | –68 kg M               |
| Cha Dong-Min                              | Taekwondo          | +80 kg M               |
| Jin Jong-Oh                               | Tiro               | Pistola 50 m M         |
| Joo Hyun-Jung Park Sung-Hyun Yun Ok-Hee   | Tiro con arco      | Equipo F               |
| Im Dong-Hyun Lee Chang-Hwan Park Kyung-Mo | Tiro con arco      | Equipo M               |
| Choi Min-Ho                               | Judo               | –60 kg M               |
| Plata                                     |                    |                        |
| Lee Hyo-Jung Lee Kyung-Won                | Bádminton          | Dobles F               |
| Nam Hyun-Hee                              | Esgrima            | Florete ind. F         |
| Im Jyoung-Hwa                             | Halterofilia       | 48 kg F                |
| Yoon Jin-Hee                              | Halterofilia       | 53 kg F                |
| Yoo Won-Chul                              | Gimnasia           | Paralelas M            |
| Park Tae-Hwan                             | Natación           | 200 m libre M          |
| Jin Jong-Oh                               | Tiro               | Pistola de aire 10 m M |
| Park Sung-Hyun                            | Tiro con arco      | Individual F           |
| Park Kyung-Mo                             | Tiro con arco      | Individual M           |
| Wang Ki-Chun                              | Judo               | –73 kg M               |
| Kim Jae-Bum                               | Judo               | –81 kg M               |
| Bronce                                    |                    |                        |
| Equipo                                    | Balonmano          | Torneo F               |
| Hwang Ji-Man Lee Jae-Jin                  | Bádminton          | Dobles M               |
| Kim Jung-Joo                              | Boxeo              | 69 kg M                |
| Park Eun-Chul                             | Lucha grecorromana | 55 kg M                |
| Dang Ye-Seo Kim Kyung-Ah Park Mi-Young    | Tenis de mesa      | Equipo F               |
| Oh Sang-Eun Ryu Seung-Min Yoon Jae-Young  | Tenis de mesa      | Equipo M               |
| Yun Ok-Hee                                | Tiro con arco      | Individual F           |
| Jeong Gyeong-Mi                           | Judo               | –78 kg F               |